# 鯨角
69°36′S 38°16′E / 69.600°S 38.267°E
鯨角，是南極洲的海岬，位於毛德皇后地的哈拉爾王子海岸，處於帕達島北端，根據挪威探險隊拍攝的空中照片繪入地圖，現時由南極條約體系管理。

## 外部連結
- . . United States Geological Survey.   [2013-05-20].
- 本条目引用的公有领域材料来自美国地质调查局的文档《鯨角》 （資料來自地名信息系统）。